# Papuastus maculosus
Papuastus maculosus is een hooiwagen uit de familie Zalmoxioidae.